# Nonnos de Panòpolis
|  | No s'ha de confondre amb Nonnòs. |

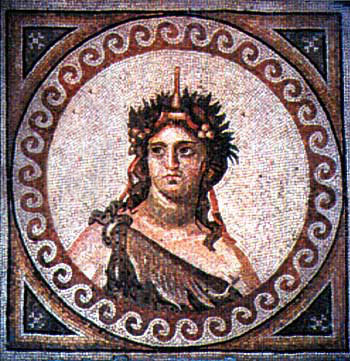
Nonnos es va fer famós per la seva poesia dedicada al déu Dionís. Aquesta imatge és un mosaic d'Antioquia representant el déu protagonista

Nonnos de Panòpolis (llatí: Nonnus; grec antic: Νόννος, Nonnos) fou un poeta romà d'Orient nadiu de Panòpolis, Egipte, que visqué probablement a finals del segle iv o començaments del segle v. Tot i que era cristià, va escriure versos de tema mitològic, el més conegut titulat Dionisíaques.

## Vida
No hi ha gaires dades sobre la seva vida, però se sap que era nadiu de Panòpolis (actual Akhmim) per la seva signatura conservada en manuscrits i per l'epigrama 9.198 de l'Antologia palatina, que en fa esment. Es creu que va viure poc abans d'Agàcies o Agàties, el qual l'esmenta com a mort recentment, cosa que voldria dir que morí vers la meitat del segle vi.
Un altre punt de referència per a datar-lo en el qual s'han fixat els acadèmics és la Gigantomàquia de Claudi Claudià (escrita després del 394–397 dC), amb la qual sembla que estava familiaritzat.
Enrico Livrea ha proposat identificar aquest poeta amb el bisbe siri d'Edessa, que té el mateix nom.

## Obres
Dionisíaques
Fou l'autor d'un gran poema èpic en quaranta-vuit llibres, conegut sota el títol de Διοννσιακά o Βασσαρικά (Dionisíaca), dedicat a deïtats paganes, i escrit potser abans de la seva conversió o potser per ridiculitzar els pagans, tot i que la segona raó sembla poc probable. La composició manca d'ordre, i l'estil és bombàstic i inflat, però la narració és fluida. En un epigrama, Nonnos parla d'ell mateix com a autor d'un poema sobre la lluita dels gegants, però probablement es refereix a una part del mateix poema. Es tracta d'un poema dividit en 48 llibres, el més llarg de tots els poemes escrits en llengua grega antiga que han sobreviscut als nostres dies.
L'Evangeli
Una segona obra de Nonnos, amb els mateixos defectes i virtuts, és una paràfrasi de l'Evangeli de Sant Joan en versos hexàmetres. Es creu que va ser escrita amb anterioritat a les Dionisíaques.
Faules
També se li atribueix una col·lecció de faules i històries sota el nom de Συναγωγὴ καὶ ἐξήγησις ἱστοριῶν («Sinagoga»).